# Izolda Izvitskaïa
Izolda Vassilievna Izvitskaïa (en russe : Изольда Васильевна Извицкая), née le 21 juin 1932 à Dzerjinsk dans l'Union soviétique et morte le 1er mars 1971 à Moscou (Union soviétique), est une actrice soviétique.

## Filmographie
- 1956 : Le Quarante et unième de Grigori Tchoukhraï
- 1957 : Le Communiste de Youli Raizman
- 1958 : Pères et Fils de Natalia Rachevskaïa et Adolf Bergunker
- 1961 : Paix à celui qui entre de Alexandre Alov et Vladimir Naoumov